# Elsa Garmann Andersenová
Elsa Garmann Andersenová (nepřechýleně Elsa Garmann Andersen; 21. listopadu 1891 Bergen – 12. září 1964 tamtéž), někdy označovaná jako Elsa Garmann-Anderssen, byla norská amatérská fotografka aktivní v Bergenském fotografickém klubu na konci 20. let 20. století. Byla kvalifikovanou architektkou z Norské univerzity vědy a technologie, ale svou profesi nikdy nevykonávala, pravděpodobně kvůli zdravotním problémům.

## Dílo
Okruh témat Andersonové byla krajina, portrét, architektura, pouliční fotografie a zátiší . Fotografovala především krajinu v Hardangeru, ke které měla blízký vztah. Měla strýce, který byl obvodním lékařem v Lofthusu, a každé léto bydlela v jeho domě. Způsob, jakým fotografovala, byl podobný tomu, co bylo běžné pro amatérské fotografy ve 20. a 30. letech. Fotografické kluby měly svou vlastní estetiku, kde čerpaly inspiraci z umění malby a nechávaly části obrazu rozmazané a rozptýlené.